# جمله شرطی
جملات شرطی(به انگلیسی Conditional sentences) جملاتی هستند که شروط مادی حقیقی، یا شرایط فرضی و عواقب آن‌ها را بیان می‌کنند. آنها شرطی خوانده می‌شوند زیرا اعتبار بند ناوابسته (به انگلیسی main clause) به وجود پیش‌آمدهای خاصی مشروط است که ممکن است در یک بند وابسته بیان شود یا از متن قابل فهم باشد.
یک جمله شرطی کامل (جمله ای که بیان کننده شرایط و همچنین پیامدهای آن است) شامل دو بند است: بند وابسته که شرایط را بیان می‌کند، به نام بند شرط(به انگلیسی protasis) و بند اصلی که پیامد آن را بیان می‌کند، به نام بند شرط(به انگلیسی apodosis). نمونه ای از چنین جمله ای (به زبان انگلیسی) به شرح زیر است:
اگر باران ببارد، پیکنیک منتفی خواهد شد. (If it rains, the picnic will be cancelled.)